# Bąki (Mazovie)
Pour les articles homonymes, voir Bąki.
Bąki (prononciation : [ˈbɔnki]) est un village polonais de la gmina de Wieczfnia Kościelna dans le powiat de Mława de la voïvodie de Mazovie dans le centre-est de la Pologne.

## Histoire
De 1975 à 1998, le village appartenait administrativement à la voïvodie de Ciechanów.